# Mimastracella
Mimastracella is een geslacht van kevers uit de familie bladkevers (Chrysomelidae).
De wetenschappelijke naam van het geslacht werd in 1903 gepubliceerd door Martin Jacoby.

## Soorten
- Mimastracella acuminata Samoderzhenkov, 1988
- Mimastracella antennalis Samoderzhenkov, 1988
- Mimastracella bicolor Kimoto, 1984
- Mimastracella brunnea (Gressitt & Kimoto, 1963)
- Mimastracella flavomarginata Takizawa, 1978
- Mimastracella hirsuta Jacoby, 1903
- Mimastracella lateralis (Chen, 1942)
- Mimastracella ochracea (Chen, 1942)
- Mimastracella palpalis Samoderzhenkov, 1988
- Mimastracella pubicollis Samoderzhenkov, 1988
- Mimastracella rostratus Samoderzhenkov, 1988
- Mimastracella submetallica (Gressitt & Kimoto, 1963)
- Mimastracella vietnamica Lopatin, 2002
- Mimastracella violacea (Weise, 1922)
- Mimastracella zaitzevi Samoderzhenkov, 1988